# Związek gmin Wiedemar
Związek gmin Wiedemar (niem. Verwaltungsverband Wiedemar) − dawny związek gmin w Niemczech, w kraju związkowym Saksonia, w powiecie Nordsachsen. Siedziba związku znajdowała się w miejscowości Neukyhna. Do 29 lutego 2012 należał do okręgu administracyjnego Lipsk.
Związek gmin zrzeszał trzy gminy: 
- Neukyhna
- Wiedemar
- Zwochau

1 stycznia 2013 związek został rozwiązanym w związku z wejściem gmin Neukyhna oraz Zwochau w skład gminy Wiedemar.